# Joan II de Wittelsbach

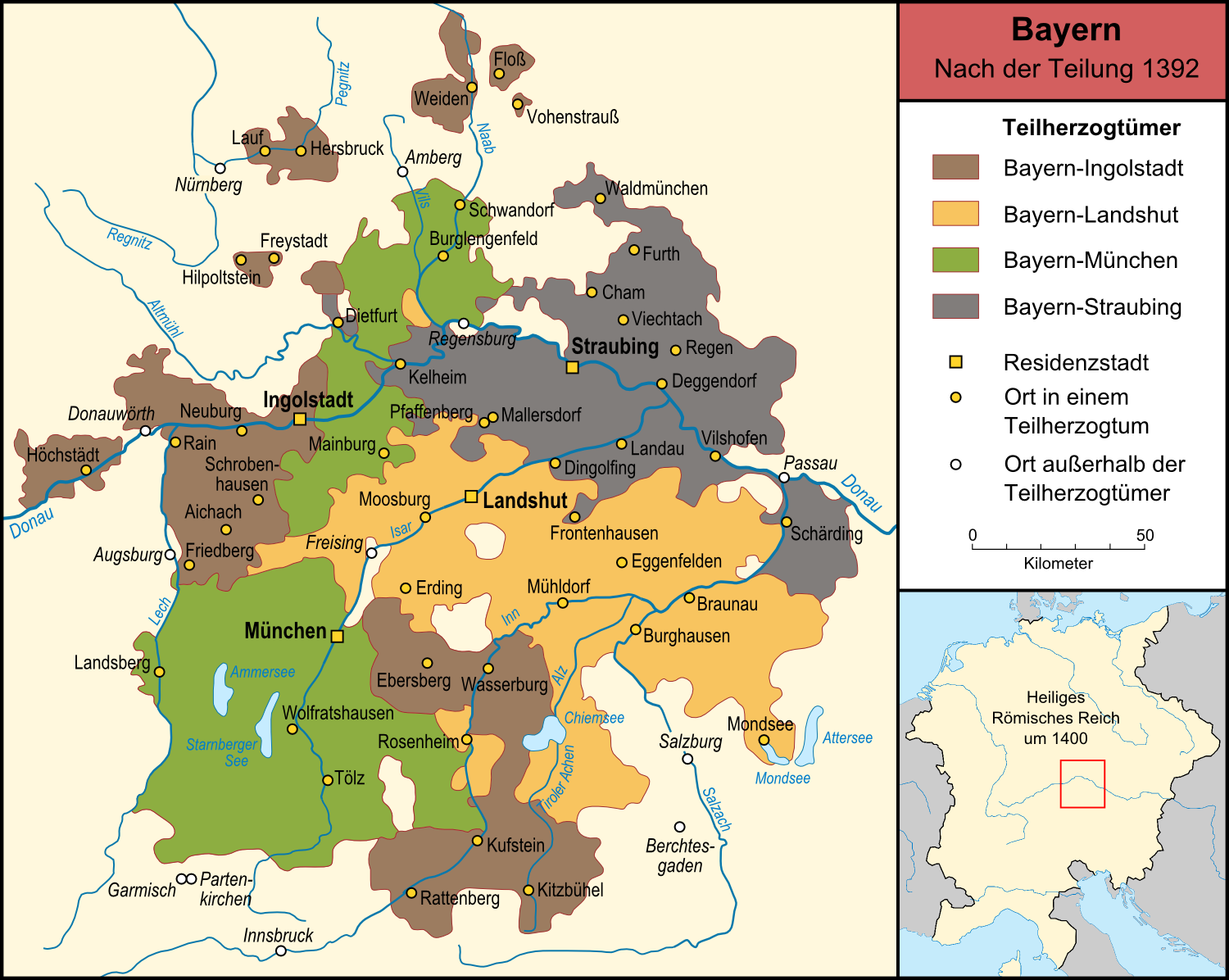
Partició del 1392

Joan II de Wittelsbach o de Baviera-Múnic (1341 - 1397) (en alemany: Johann II, Herzog von Bayern-München), des 1375 duc de Baviera-Múnic. Va ser el tercer fill d'Esteve II i Elisabet de Sicília.

## Duc de Baviera
De 1375 a 1392 Joan II va governar a Baviera-Landshut amb els seus germans Esteve III i Frederic. El 1392 Joan va iniciar una nova partició de Baviera des que es va negar a finançar les aventures italianes dels seus germans, que estaven tots dos casats amb filles de Bernabé Visconti, però també a causa de les despeses excessives de la cort per part d'Esteve. El ducat de Baviera-Landshut es va dividir i va sorgir un nou ducat de Baviera-Landshut més reduït al costats dels de Baviera-Ingolstadt i Baviera-Múnic (a més encara existia el ducat de Baviera-Straubing). Frederic va conservar Baviera-Landshut, mentre que Esteve III va rebre Baviera-Ingolstadt que aviat va considerar desavantatjós. Joan va governar Baviera-Múnic durant tres anys, ja que el 1395 va reunir altre cop els dominis amb els d'Esteve i van tornar a governar junts després d'haver sostingut un conflicte armat.
Joan II va ser succeït pels seus fills Ernest i Guillem III qui finalment va aconseguir imposar el seu domini exclusiu a Baviera-Múnic en contra d'Esteve III. Joan està enterrat a l'Església de la Mare de Déu de Múnic.

## Matrimoni i fills
Es va casar el 1372 amb Catalina de Gorízia, una filla del comte Meinard VI de Gorizia i de Catharina de Pfannberg. Els seus fills van ser:
- Ernest I de Baviera-Múnic (1373-2 juliol 1438, Múnic).
- Guillem III de Baviera-Múnic (1375, Múnic-1435, Múnic).
- Sofia de Baviera (1376-1326 de setembre de 1425 a Pressburg), es va casar a Praga el 2 de maig de 1389 amb el rei Venceslau IV de Bohèmia.

També va tenir un fill il·legítim, Joan Grünwalder (1393-1452), que va ser el cardenal i bisbe de Freising.